# Namea olympus
Espèce
Namea olympus est une espèce d'araignées mygalomorphes de la famille des Anamidae.

## Distribution
Cette espèce est endémique du Queensland en Australie. Elle se rencontre sur le mont Bartle Frere.

## Description
La carapace du mâle holotype mesure 6,13 mm de long sur 4,50 mm et l'abdomen 4,56 mm de long sur 3,13 mm.

## Publication originale
- Raven, 1984 : A new diplurid genus from eastern Australia and a related Aname species (Diplurinae: Dipluridae: Araneae). Australian Journal of Zoology Supplementary Series, no 96, p. 1-51.